# Nordiska mästerskapen i brottning 1968
Nordiska mästerskapen i brottning 1968 hölls den 18 april 1968 i Oslo i Norge. Det var den 11:e upplagan av tävlingen.

## Medaljtabell
*   Värdland ( Norge)
| Nr                  | Nation              | Guld | Silver | Brons | Totalt |
| ------------------- | ------------------- | ---- | ------ | ----- | ------ |
| 1                   | Finland             | 4    | 1      | 2     | 7      |
| 2                   | Sverige             | 3    | 2      | 2     | 7      |
| 3                   | Norge*              | 2    | 3      | 1     | 6      |
| 4                   | Danmark             | 0    | 1      | 3     | 4      |
| Totalt (4 nationer) | Totalt (4 nationer) | 9    | 7      | 8     | 24     |

## Resultat

### Grekisk-romersk stil
| Gren   | Guld                         | Silver           | Brons                 |
| 52 kg  | Reino Salimäki               | Kjell Fernström  | Alex Børger           |
| 57 kg  | Risto Björlin                | Øivind Solskjær  | Johnny Nielsen        |
| 63 kg  | Martti Laakso                | Øistein Davidsen | Kjell Aronsen         |
| 68 kg  | Matti Poikala                | Veikko Lavonen   | Frank Solberg         |
| 74 kg  | Matti Laakso · Harald Barlie | –                | Leif Andersson        |
| 82 kg  | Nils-Inge Nilsson            | Håkon Øverby     | Flemming Kosakewitsch |
| 90 kg  | Tore Hem                     | Pelle Svensson   | Aimo Mäenpää          |
| 100 kg | Ragnar Svensson              | Allan Thørnstrøm | Osmo Hekkala          |